# Musei dello scautismo
Esistono numerosi musei dello scautismo, dedicati alla preservazione, la comunicazione e l'esibizione del patrimonio del Movimento Scout, e alla figura del suo fondatore Robert Baden-Powell (B.-P.).

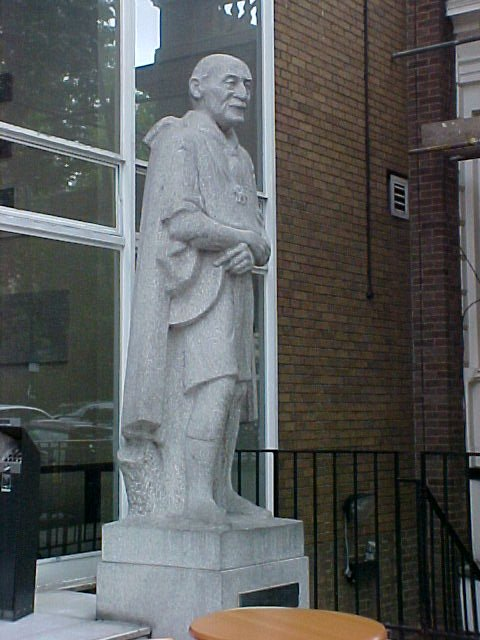
Statua di B.-P. di fronte alla Baden-Powell House di Londra

## Africa

### Kenya

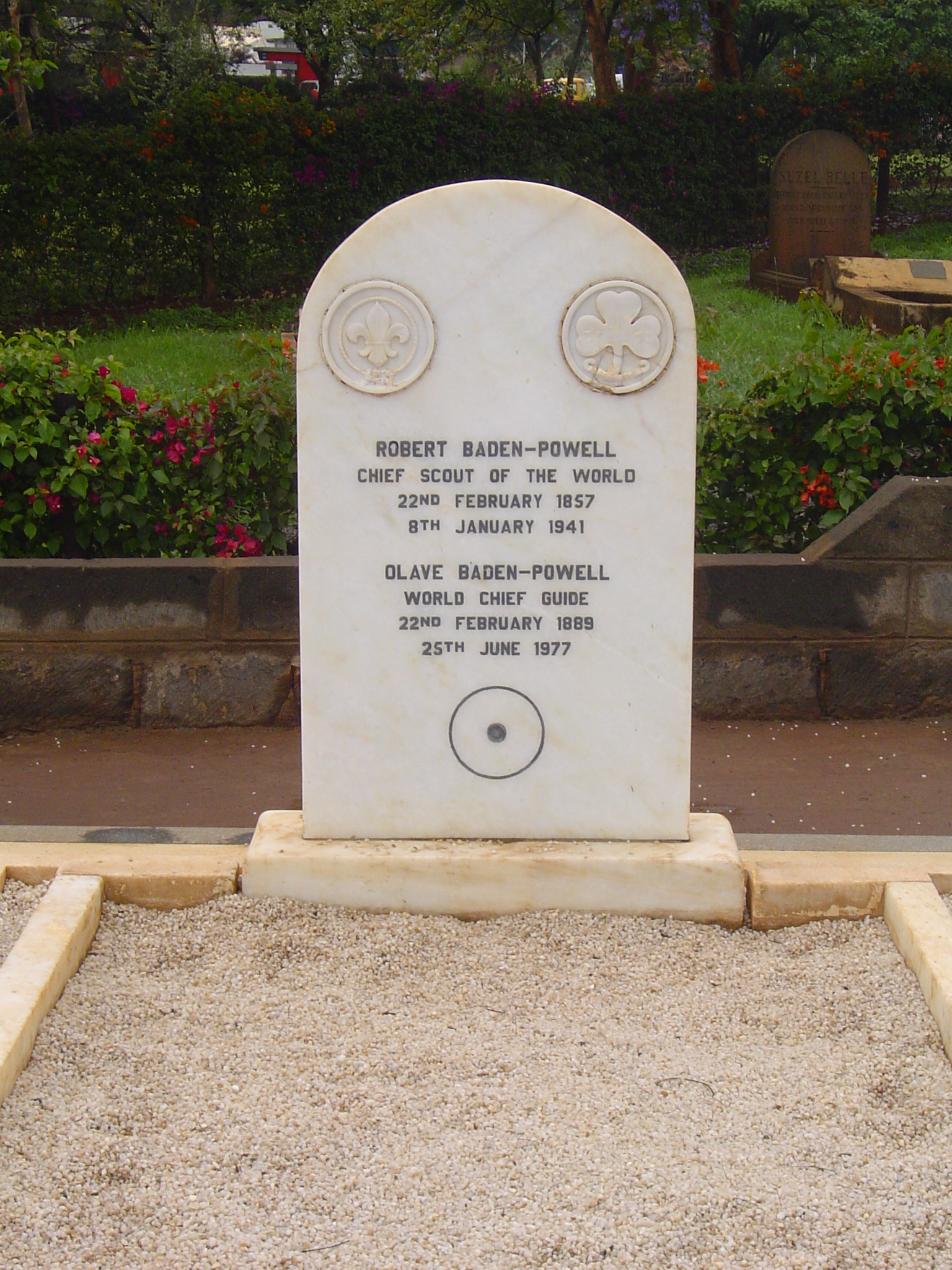
La tomba di Robert Baden-Powell a Nyeri, Kenya

I più importanti musei africani dedicati allo scautismo si trovano in Kenya, e più precisamente presso Nyeri, la cittadina ove Baden-Powell visse gli ultimi anni della sua vita.
- Baden-Powell museum di Nyeri (Kenya). Il piccolo museo ha la sua sede in quella che fu l'ultima residenza di Baden-Powell, detta PAXTU. Tale residenza fu edificata sui terreni dell'Outspan Hotel (ancora esistente), il cui gestore era Eric Walker, grande amico di B.-P. in quanto suo segretario privato durante la Grande Guerra. Il museo espone vari oggetti legati al mondo dello scautismo.[1]
- Sempre a Nyeri si colloca il piccolo cimitero che custodisce le ceneri di Robert Baden-Powell e della moglie Olave. Contestualmente alla tomba, si trova uno Scout Information Centre: un edificio moderno contenente un piccolo shop, una bacheca che raccoglie numerosi distintivi provenienti da ogni parte del mondo (per la maggior parte raccolti in occasione del World Scout Moot svoltosi in Kenya nel 2010) e alcune pareti su cui sono appesi numerosissimi fazzolettoni, anch'essi da tutto il mondo. Si sta pianificando di trasformare il centro in un museo a tutti gli effetti, che ripercorra la storia del movimento. Alcuni accordi per tale realizzazione sono stati presi nel 2013 con il Museo Nazionale del Kenya. Un certo numero di importanti oggetti storici legati allo scautismo - oggi conservati presso la base scout keniota di Rowallan - saranno trasferiti nel nuovo museo. Tra questi anche una copia della prima edizione di Scouting for Boys.[2][3]

## America del Nord

### Canada
- Scouts Canada National Museum (Ottawa, Ontario)

### Stati Uniti d'America

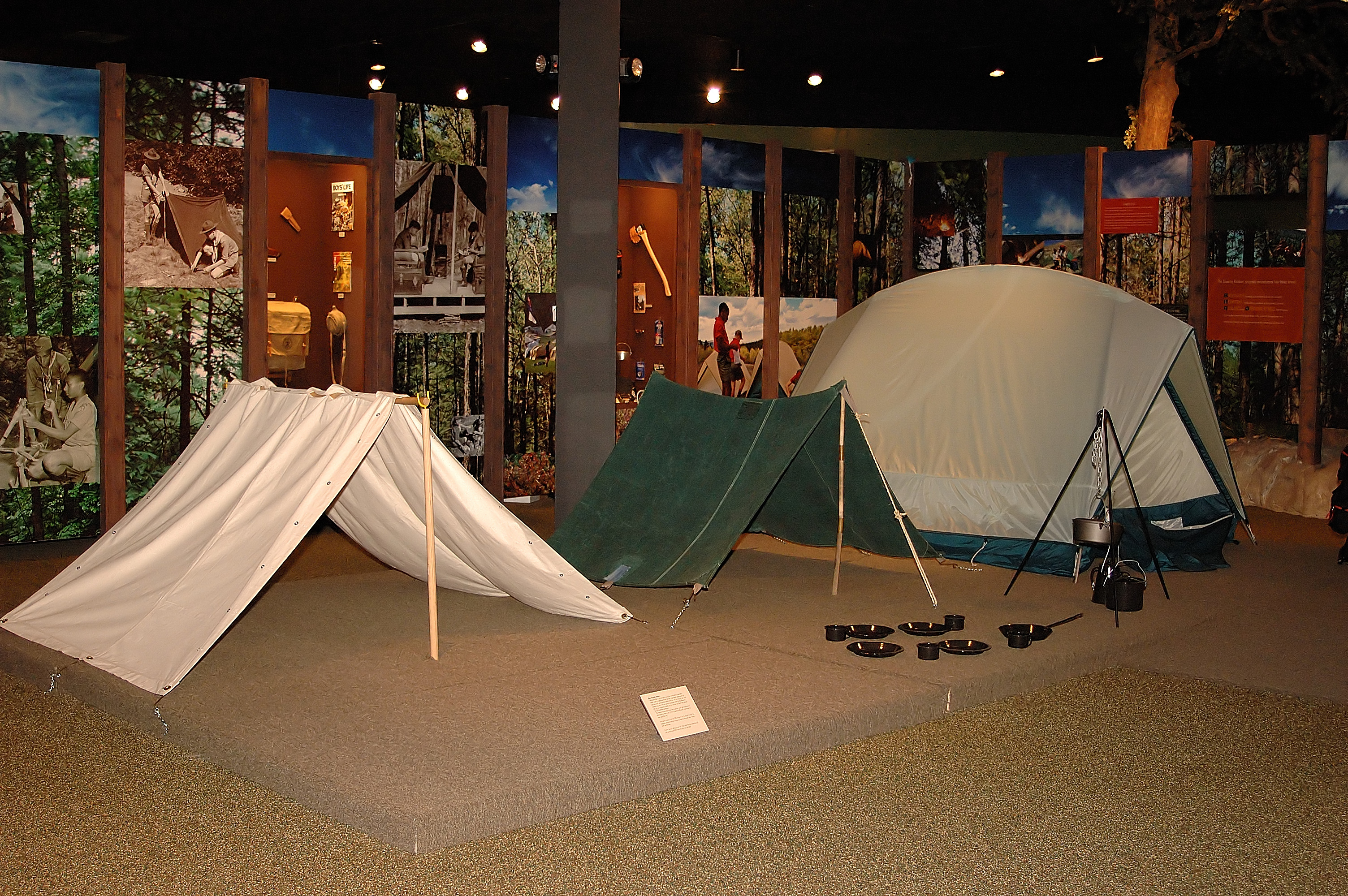
Interno dello Scouting museum di Irving (Texas)

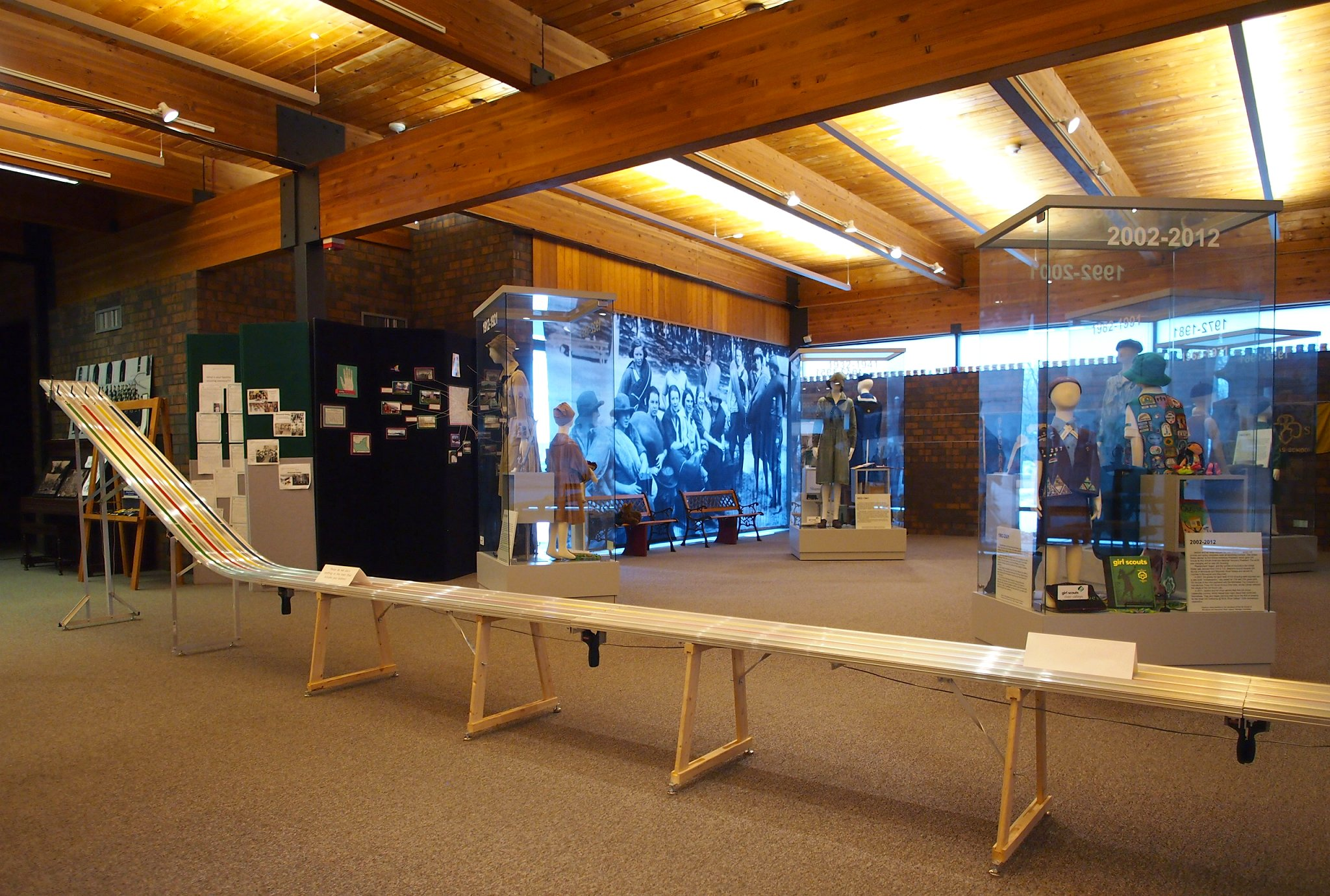
Interni del North Star Museum of Boy Scouting & Girl Scouting di North St. Paul (Minnesota)

- Arizona Scouting Museum (Phoenix, Arizona)
- Barbara Anderson Girl Scout Museum (Phoenix, Arizona)
- Camp Boyhaven Scouting Museum (Middle Grove, New York)
- Central States Scout Museum (Larned, Kansas)
- E. Urner Goodman Scout Museum (Owasippe Scout Reservation, Blue Lake Township, Michigan)
- Erie Shores Council - Miakonda Scouting Museum (Toledo, Ohio)
- Fred H. Poppe Museum (Amarillo, Texas)
- George E. Freestone Boy Scout Museum (Provo, Utah)
- Girl Scout First Headquarters (Savannah, Georgia)
- Girl Scout Museum and Archives (Girl Scout Headquarters, New York, New York)
- Girl Scout Museum at Cedar Hill (campo di Cedar Hill, Waltham, Massachusetts)
- The Girl Scout Museum at Daisy's Place (Girl Scouts of Tanasi Council Office, Knoxville, Tennessee)
- Girl Scout Museum (a Oakland e presso il Camp Bothin di Fairfax, California)
- Girl Scouts of Utah Heritage Museum (Salt Lake City, Utah)
- Goodykoontz Museum of Girl Scout History (Houston, Texas)
- Greater Cleveland Council - Nathan Dauby Scouting Museum (Cleveland, Ohio)
- Gregson Center and Museum (Pipsico Scout Reservation, Spring Grove, Virginia)
- Lawrence L. Lee Scouting Museum & Max I. Silber Scouting Library (Manchester, New Hampshire)
- Las Vegas International Scouting Museum (Las Vegas, Nevada)
- Nathan Hale Heritage Center (June Norcross Webster Scout Reservation, (Ashford, Connecticut)
- National Scouting Museum (Irving, Texas)
- New Jersey Scout Museum (Morganville, New Jersey)
- Norman Rockwell Museum (Stockbridge, Massachusetts)
- Norman Rockwell Museum of Vermont (Rutland, Vermont)
- North East Regional Scout Museum (Rochelle Park, New Jersey)
- North Star Museum of Boy Scouting and Girl Scouting (North St. Paul, Minnesota)
- Otis H. Chidester Museum (Tucson, Arizona)
- Ottawa Scouting Museum (Ottawa, Illinois)
- Samoset Council (archivi presso la Crystal Lake Scout Reservation, Rhinelander, Wisconsin)
- Scout Heritage Museum (Three Harbors Council, Milwaukee, Wisconsin)
- Scouting Museum of New Mexico (Raton, Nuovo Messico)
- Ten Mile River Scout Museum (Narrowsburg, New York)
- William Hillcourt Scout Museum and Carson Buck Memorial Library (Constantia, New York)
- World of Scouting Museum (Valley Forge, Pennsylvania)
- Washington Scouting Museum (Washington, Michigan)
- Worth Ranch Museum (Palo Pinto, Texas)

Alla lista dei musei dello scautismo statunitensi si possono aggiungere anche i seguenti "musei virtuali", consultabili sul web:
- Scouting Milestones Scout History Website. Esso contiene molteplici fotografie dei più rari oggetti del mondo scout, che lo rendono il più ricco e fornito museo scout virtuale.
- Il sito del Lawrence L. Lee Scouting Museum & Max I. Silber Scouting Library (Manchester, New Hampshire) raccoglie in formato digitale il materiale del museo.
- Lo US Scouting Service Project, alla pagina Scout & Guide Museum riporta un'accurata lista dei musei dello scautismo nel mondo.

## America del Sud

### Argentina
- Museo Scout "Baden-Powell" (San Francisco, Córdoba)
- Museo Scout "Cayetano Ponso 'Hermano Gris'" (Mendoza)

### Brasile
- CCME - Centro Cultural do Movimento Escoteiro (Rio de Janeiro)

## Asia

### Bangladesh
- Museo scout presso il National Training Centre (Mouchak, Gazipur)

### Cina
- Hong Kong Scout Centre (Hong Kong)

### Filippine
- Philippine Scout Center (presso il Manila City Hall)
- MISM - Manila International Scout Museum (quartiere di Tondo, Manila)

### Singapore
- Discovery Scout Centre

## Europa

### Austria
- Pfadfindermuseum und Institut für Pfadfindergeschichte, Vienna)
- Pfadfindermuseum der Gilde Bruck an der Leitha

### Belgio
- Scouts en gidsen museum - Musée du Scoutisme et Guidismem (Lovanio)
- Centre Historique Belge du Scoutisme - Belgische Historische Centrum voor Scoutisme (Bruxelles)
- International Scouting Museum (Arlon)

### Finlandia

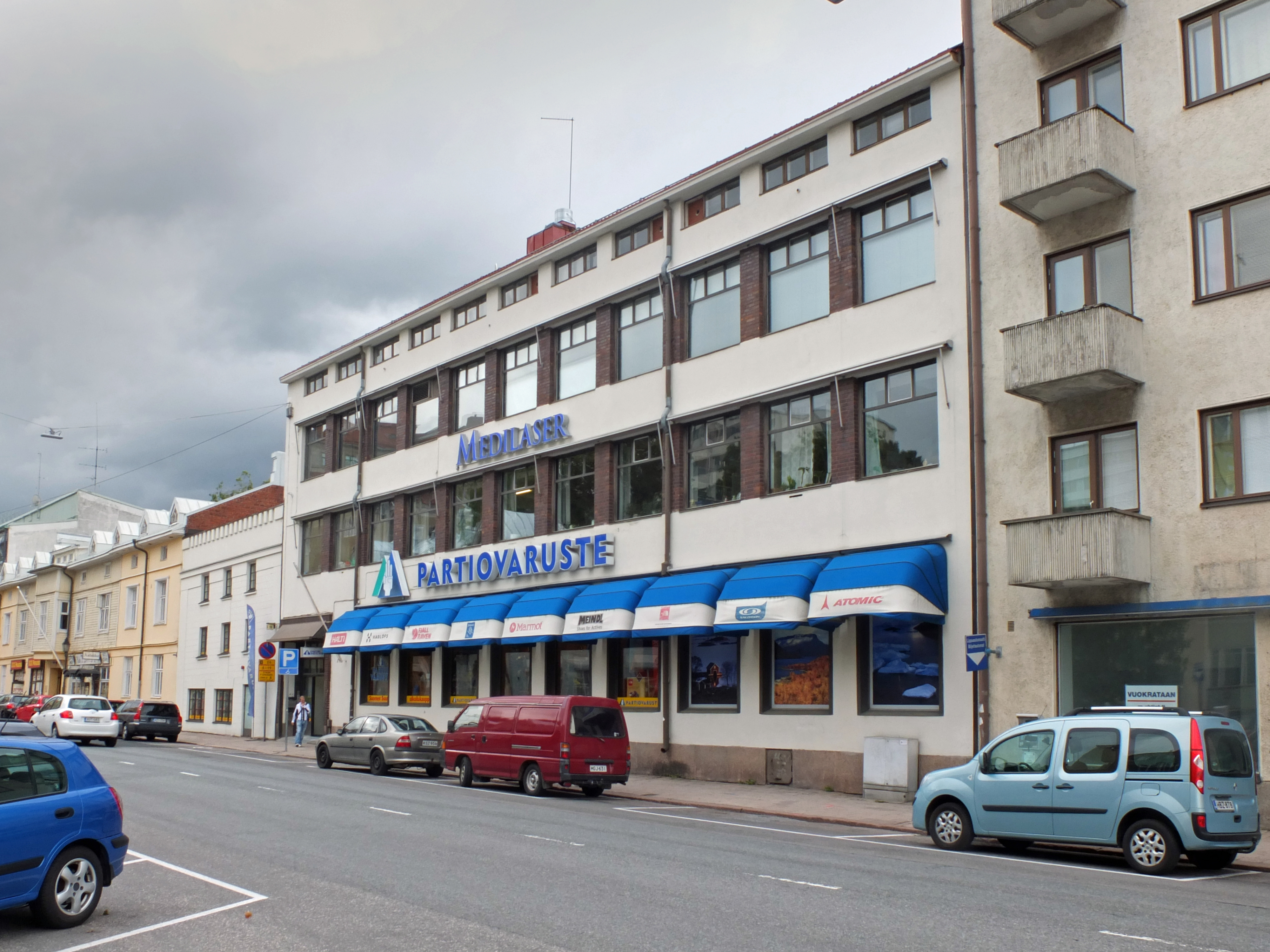
Il Suomen Partiomuseo di Turku, Finlandia

- Suomen Partiomuseo - Finlands Scoutmuseum (Turku)

### Francia
- Musée Scout Réseau Baden-Powell (Thorey-Lyautey)

### Irlanda
- Larch Hill Scout Museum (presso il Larch Hill International Scout & Guide Centre, Dublino)
- Mount Melleray National Scout Museum (contea di Waterford)
- Togher Scout Museum (Cork)

### Italia

#### Centri Studi e Documentazione
In Italia non esistono musei dello scautismo di grandi dimensioni, né di grande interesse internazionale. A conservare l'immenso patrimonio scout italiano sono per lo più i Centri Studi e Documentazione gestiti dalle varie associazioni scout, sia a livello nazionale, sia a livello regionale.
Di tutti i centri, da segnalare per importanza è il Centro Documentazione AGESCI, il quale raccoglie il patrimonio storico dell'Associazione Guide e Scouts Cattolici Italiani e delle sue "progenitrici", l'Associazione Scouts Cattolici Italiani (ASCI) e l'Associazione Guide Italiane (AGI). Tale patrimonio è stato, nel 1999, riconosciuto di interesse storico dalla Sovrintendenza ai Beni Archivistici del Lazio. Il Centro Documentazione AGESCI si contraddistingue, peraltro, per il suo essere consultabile interamente online.
Di seguito la lista dei principali Centri Studi e Documentazione delle associazioni scout italiane:
- Centro Studi e Documentazione "Mario Mazza" - AGESCI-MASCI Liguria (Genova)
- Ente Educativo Mons. Andrea Ghetti - AGESCI Lombardia (Milano)
- Archivio Storico dello Scautismo in Veneto - AGESCI Veneto (Padova)
- Centro Studi sul metodo scout "Luigi Brentegani" - Verona
- Centro Documentazione "l'Albero" - AGESCI Emilia-Romagna (Bologna)
- Centro Studi ed esperienze scout S.Giorgio - AGESCI Puglia (Taranto)
- Centro Studi scout Mons. Lembo - AGESCI Calabria (Campo Calabro)
- Centro Studi e Documentazione sullo scautismo in Sicilia - AGESCI Sicilia (Gravina di Catania)
- Centro Studi Scout "Elettra e Franco Olivo" - CNGEI nazionale
- Centro Studi ed Esperienze Scout "Baden-Powell" - Zola Predosa (BO)
- Centro Studi e Documentazione Scout "Don Ugo De Lucchi" - Treviso
- Centro Studi Scout e Problematiche Giovanili - CNGEI Senigallia

##### Centro Studi e Documentazione "Mario Mazza"
Il Centro Studi e Documentazione Mario Mazza, gestito da AGESCI e MASCI della Liguria e sito a Genova, oltre a comprendere un archivio, una biblioteca ed emeroteca ed una videoteca, dispone anche di una sezione adibita a museo, la quale mette in mostra materiale storico relativo alla storia delle scautismo ligure, italiano e mondiale.

##### Centro Studi e Documentazione sullo scautismo in Sicilia
Il Centro studi e documentazione sullo scautismo in Sicilia (curato dall'AGESCI - Regione Sicilia) è nato nel 2004 e raccoglie la storia dello scautismo e del guidismo nell'Isola, a partire dal secondo decennio del Novecento. Comprende una biblioteca e un archivio che nel 2011 è stato dichiarato di "interesse storico particolarmente importante" dalla Direzione Generale per gli Archivi del Ministero per i Beni e le Attività Culturali; fa parte degli istituti culturali ecclesiastici ed è entrato nel polo bibliotecario Cei-Bib e conseguentemente anche nell’Anagrafe delle Biblioteche Italiane e nel Servizio Bibliotecario Nazionale (SBN). Nel 2023 è entrato nel polo Cei-Ar degli Archivi ecclesiastici.

#### Il Museo dello Scautismo di Villa San Giovanni
A Villa San Giovanni (Reggio Calabria), la comunità MASCI gestisce un museo dello scautismo suddiviso in aree tematiche che ripercorrono la storia del movimento da Baden-Powell sino ad oggi, nonché altri aspetti dell'universo scout.

#### Il progetto "Museo Scout d'Italia"
Nel 2014 il consorzio Interscout ha presentato il progetto museale Museo Scout d'Italia che ha proposto la realizzazione a Roma di un museo nazionale ed internazionale dedicato al movimento, i suoi caratteri, la sua storia, i suoi impegni nella società.

### Norvegia
- The Norwegian Guide and Scout museum (Oslo)

### Paesi Bassi
- Scouting Nederland Museum (Baarn)
- Scoutingmuseum Haagse Randstad (L'Aia). Si tratta di un museo itinerante senza uno spazio espositivo permanente.
- Scouting Museum "De Ducdalf" (Rotterdam)

### Polonia
- Muzeum Harcerstwa (Varsavia)

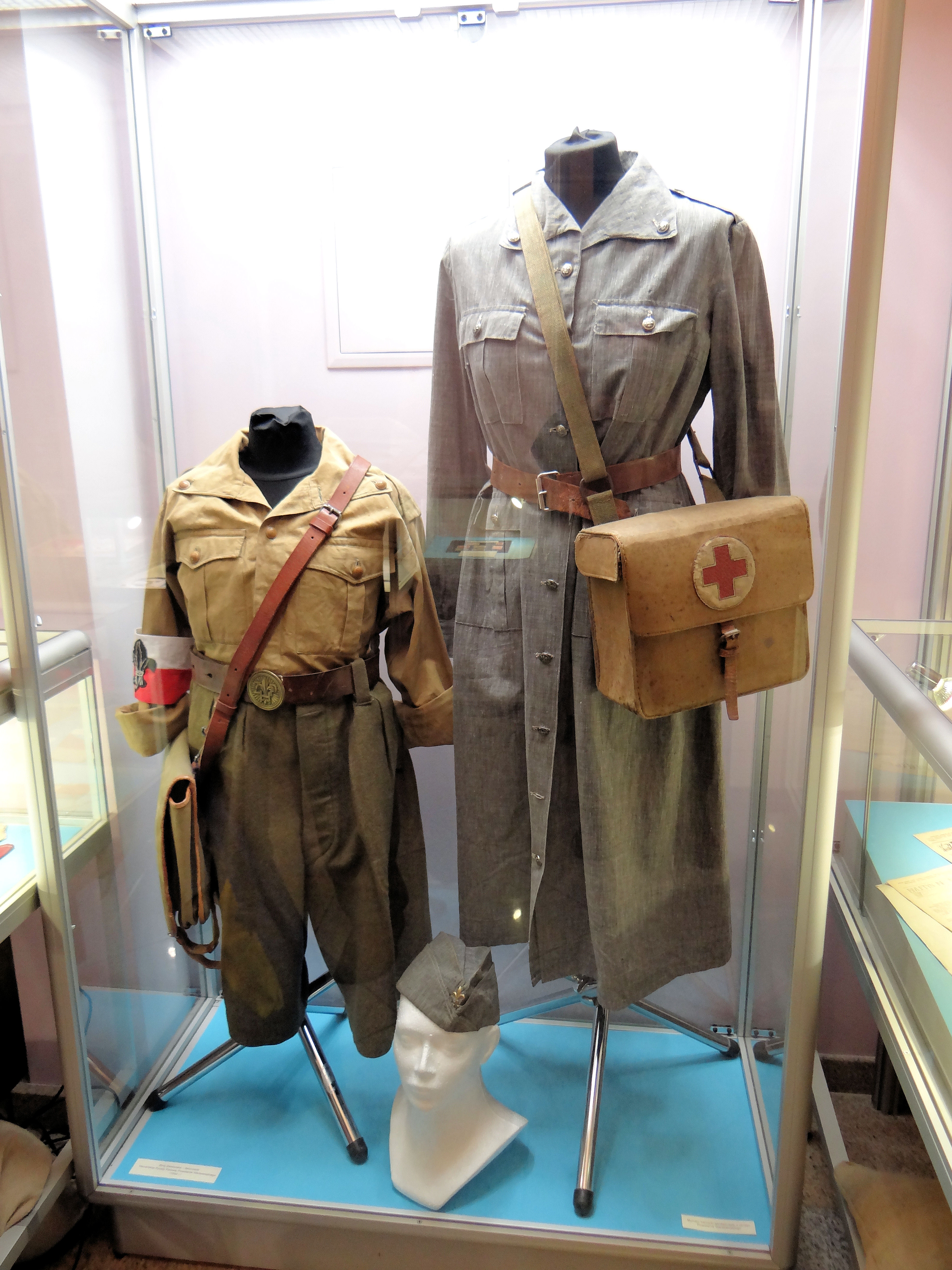
Vetrina espositiva all'interno del Muzeum Harcerstwa di Varsavia, Polonia

- Muzeum Harcerskie im. Olgi i Andrzeja Małkowskich (Zakopane)
- Scouting Museum (Radom)

### Portogallo
- Museu Nacional do Corpo Nacional de Escutas (Lisbona)
- Museu de Escutismo (Braga)

### Regno Unito
- Baden-Powell House (Londra). Comunemente nota come B.-P. House, l'edificio, che si trova nel quartiere di South Kensington, consta di una piccola esposizione museale, di un ostello e di alcune sale conferenze.
- Gilwell Museum (Londra). Si trova all'interno della base scout di Gilwell Park.
- Guide Heritage Centre (Londra)
- Be prepared - Scouting Museum Trust, presso la base scout di Waddecar (Preston, Lancashire)
- Youlbury Scout Activity Centre (Oxford). Questa base - la prima vera base scout della storia (l'Isola di Brownsea, anche dopo il primo campo del 1907, rimase infatti per lungo tempo un terreno privato) - contiene al suo interno anche un piccolo museo.
- Scouting museum presso il Baden-Powell Outdoor Centre, sorto nel 2007 sull'Isola di Brownsea
- Hertfordshire Scout Museum (Borehamwood, Hertfordshire)

### Slovacchia
- Slovakia National Scouting Museum - Skautské múzeum Václava Rubeša v Ružomberok

### Svezia
- Kjesäters Scoutmuseum & Archive (Vingåker)
- Scoutmuseet (Göteborg)
- Scoutmuseet i Malmö
- Nordvästra Skånes Scoutmuseum (Helsingborg)

## Oceania

### Australia
- South Australian Scout Archives (Henley Beach)
- Victorian Scout Heritage Centre (South Yarra, Victoria)
- Baden-Powell Heritage Centre and Museum (Samford, Queensland)
- Baden-Powell House (Perth, Western Australia)

### Nuova Zelanda
- National Scout Museum (Kaiapoi)